# Armia Ochotnicza (II RP)

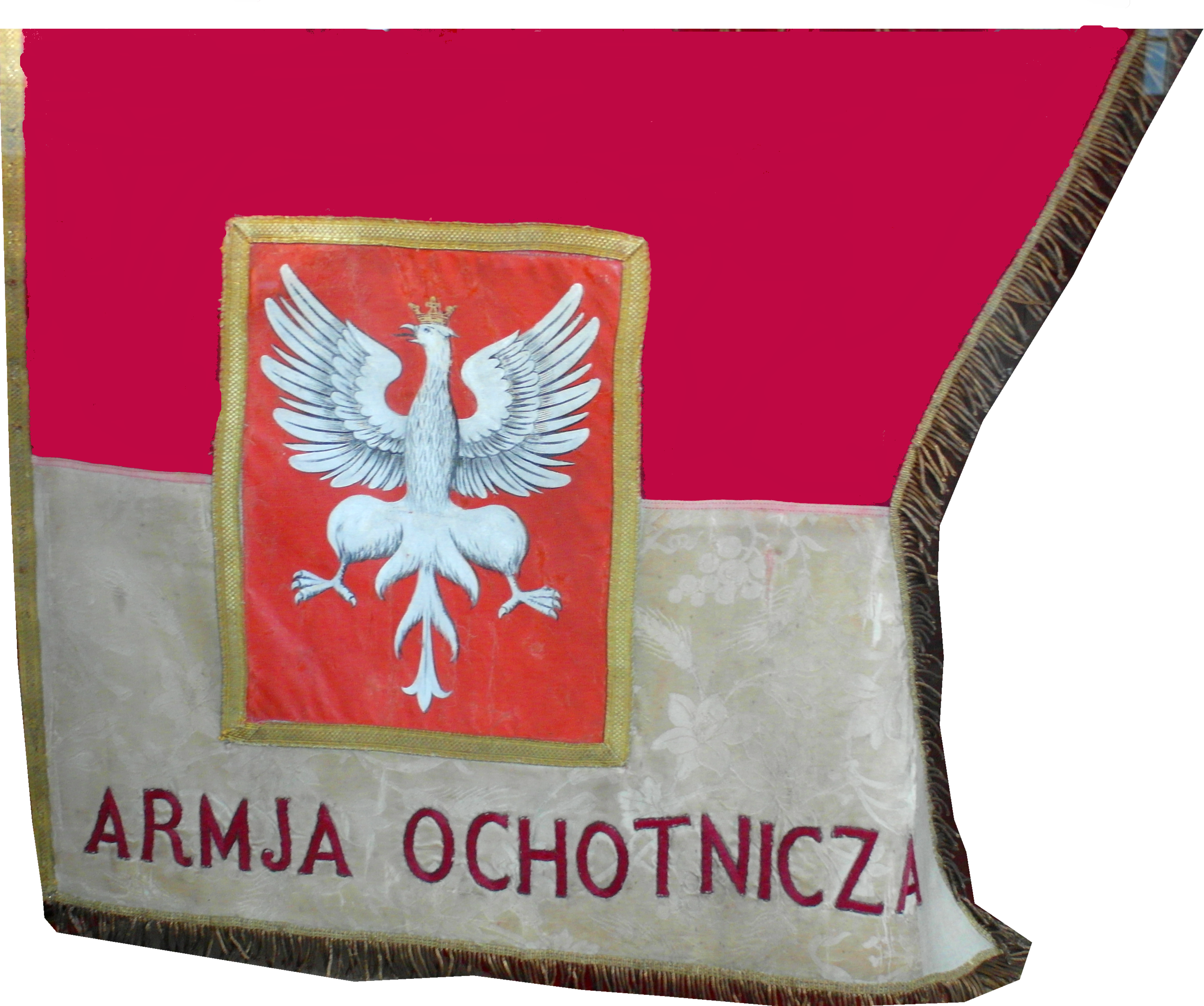
Proporzec Armii Ochotniczej z wojny 1920 roku

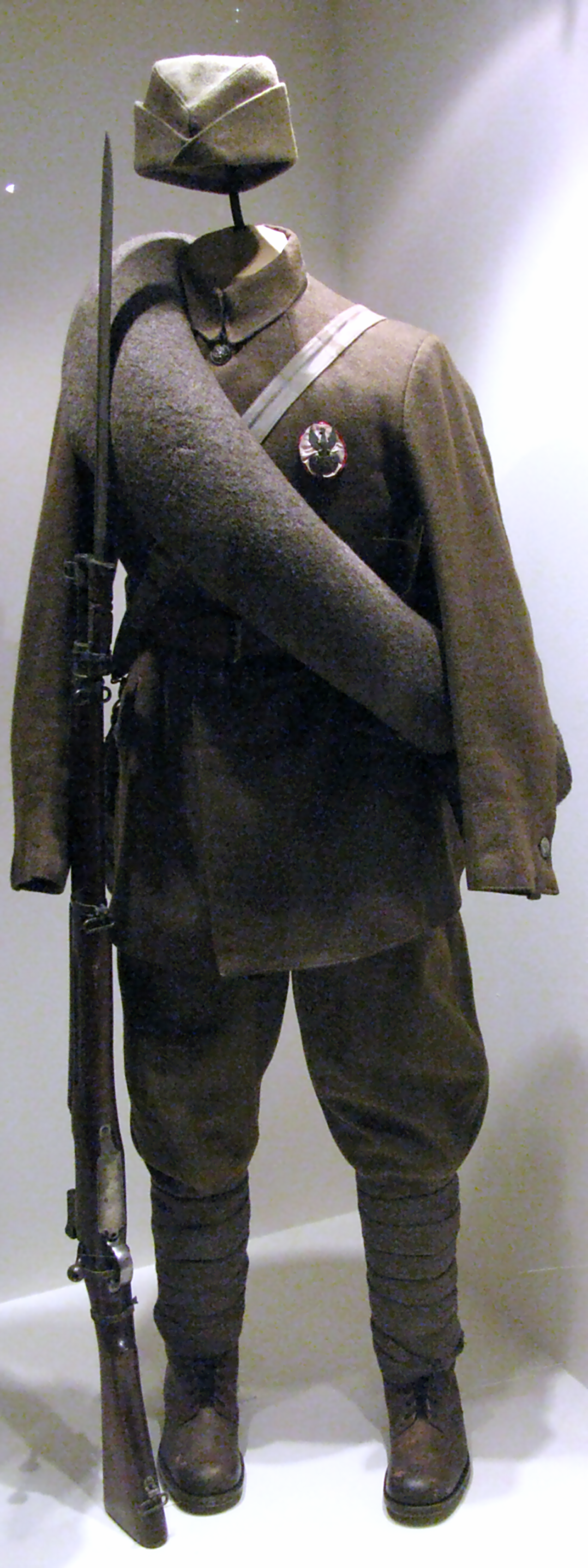
Mundur żołnierza Armii Ochotniczej

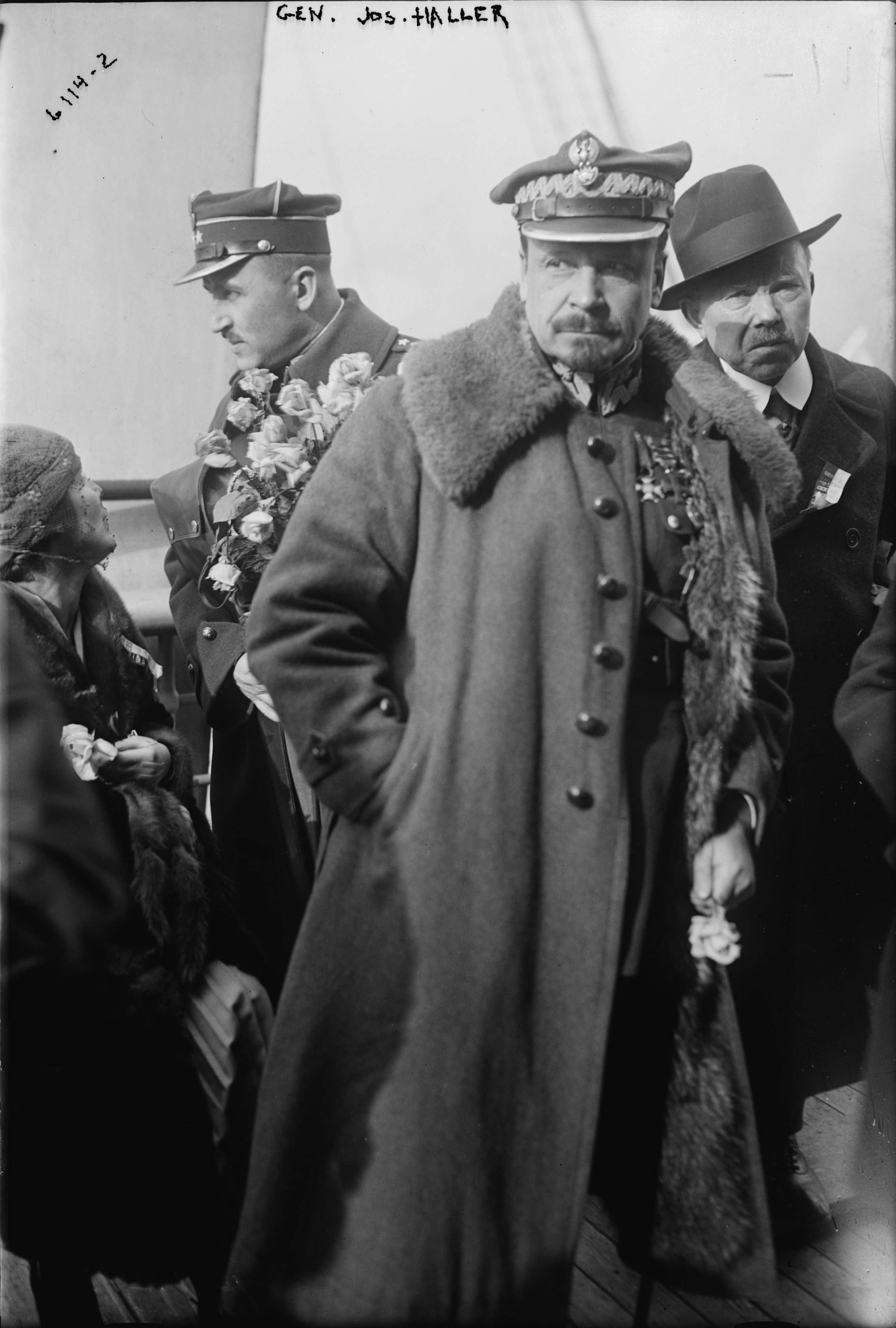
Generalny Inspektor Armii Ochotniczej gen. broni Józef Haller

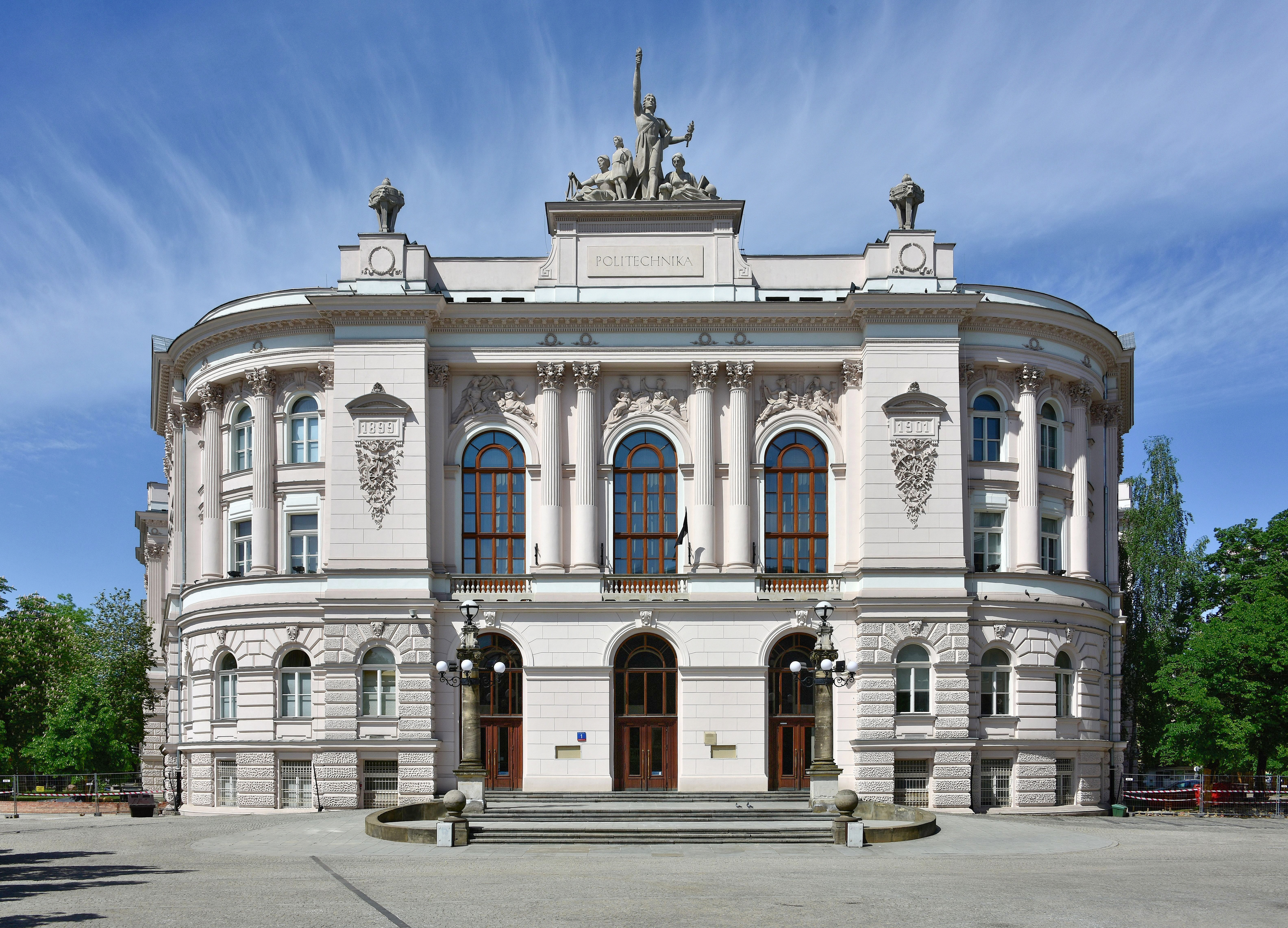
Gmach Główny Politechniki Warszawskiej, w którym mieściło się dowództwo Armii Ochotniczej

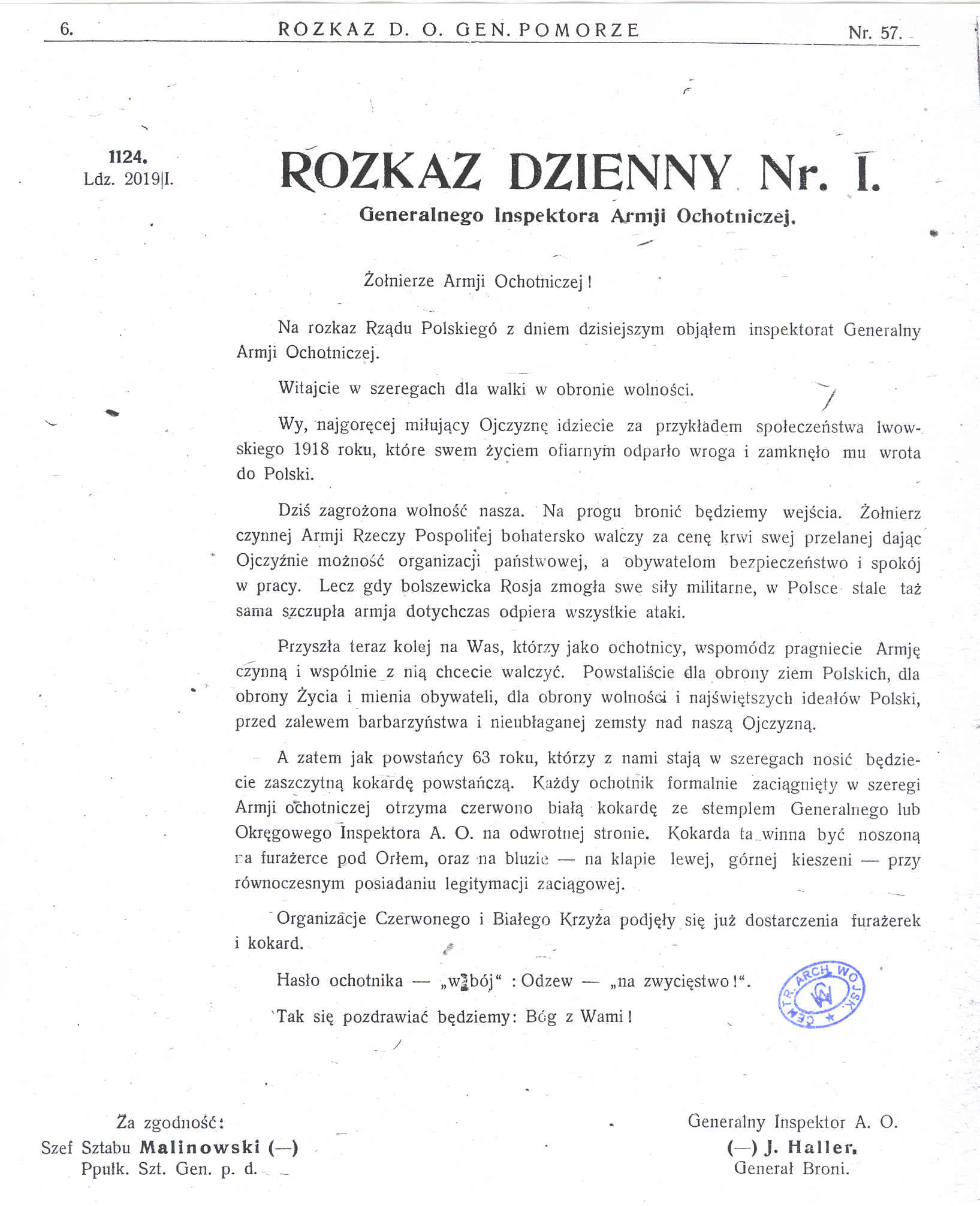
Rozkaz Dzienny Nr 1 Generalnego Inspektora Armii Ochotniczej gen. Józefa Hallera

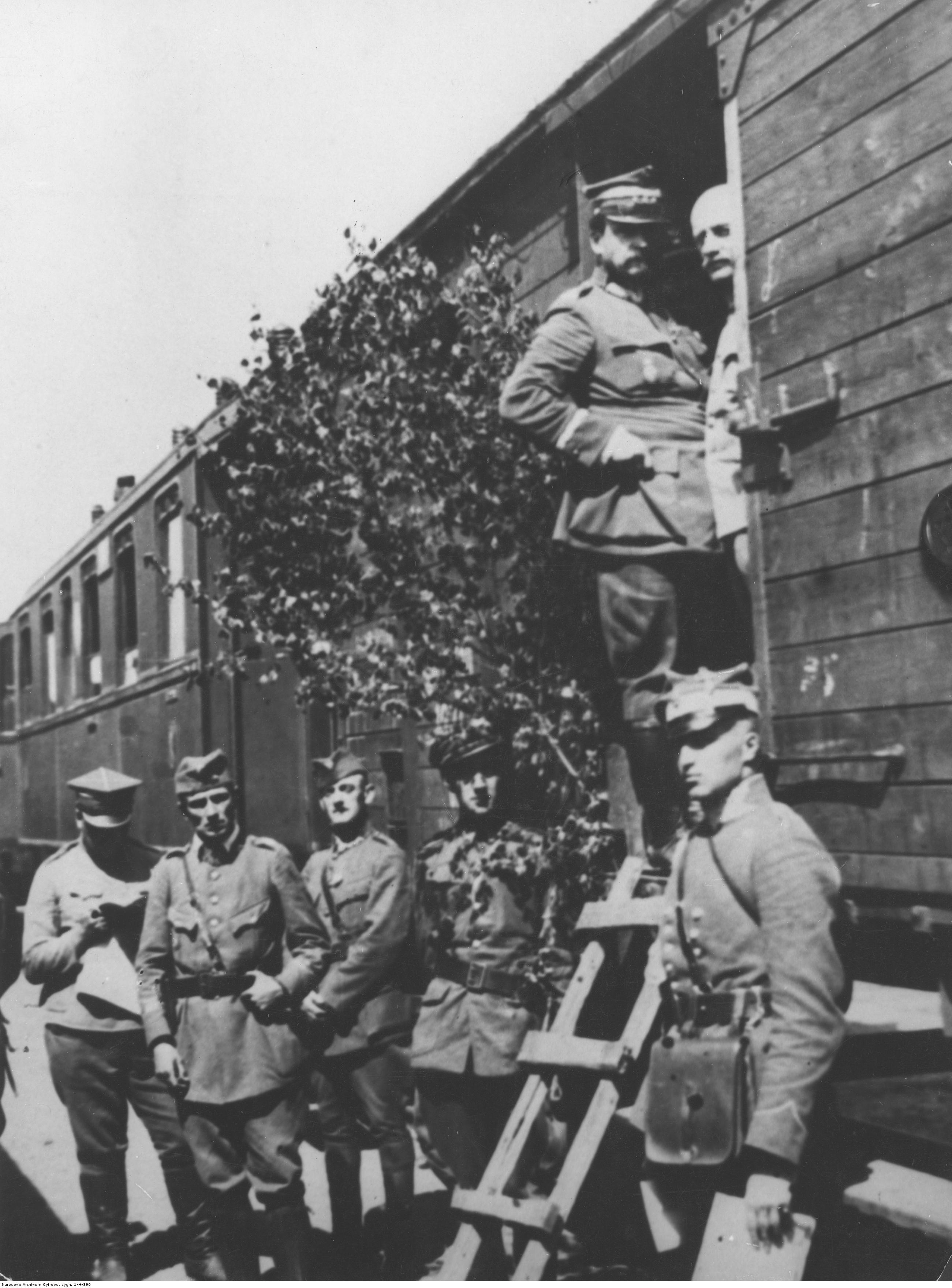
gen. Haller w otoczeniu sztabu

Armia Ochotnicza – akcja mobilizacyjna Wojska Polskiego, rozpoczęta w trakcie wojny polsko-bolszewickiej mocą decyzji Rady Obrony Państwa, Generalnym Inspektorem Armii Ochotniczej był gen. Józef Haller.

## Geneza
Katastrofalna sytuacja militarna na froncie polsko-bolszewickim, wywołana rozpoczętą w maju 1920 ofensywą Armii Czerwonej w kierunku Warszawy, doprowadziła do kryzysu politycznego, w wyniku którego 9 czerwca 1920 upadł Rząd Leopolda Skulskiego, a nowy gabinet Władysława Grabskiego powstał dopiero 23 czerwca 1920. Na wniosek nowego premiera, motywowany grozą sytuacji i wynikającą z niej pilną potrzebą zmobilizowania wszystkich zasobów państwa, Sejm 1 lipca 1920 powołał Radę Obrony Państwa. Radzie przewodniczył Naczelnik Państwa, wiceprzewodniczącym był premier, a pozostałymi członkami: marszałek Sejmu i 10 desygnowanych przez partie posłów, 3 ministrów oraz 3 przedstawicieli armii wyznaczonych przez Naczelnego Wodza. ROP miała praktycznie nieograniczone kompetencje. Rozpoczęła swoje działania natychmiast i już w dniu swojego powołania podjęła na wniosek premiera decyzję o Utworzeniu Armii Ochotniczej. 3 lipca 1920 Rada wydała odezwę do narodu pt. Obywatele Rzeczypospolitej! Ojczyzna w potrzebie! wzywającą wszystkich zdolnych do noszenia broni, by dobrowolnie zaciągali się w szeregi armii, stwierdzając, że za ojczyznę każdy w Polsce z własnej woli gotów złożyć krew i życie. W akcji mobilizującej społeczeństwo wzięły udział wszystkie, z wyjątkiem komunistów, ugrupowania polityczne.
8 lipca 1920 Minister Spraw Wojskowych, gen. por. Kazimierz Sosnkowski wydał rozkaz Nr 70 29/Org. o utworzeniu z dniem 7 lipca 1920 Generalnego Inspektoratu Armii Ochotniczej i mianowaniu gen. broni Józefa Hallera Generalnym Inspektorem Armii Ochotniczej.

## Liczebność i rekrutacja
Odzew społeczny na odezwę był niezwykle silny. Do 30 września 1920 w szeregi armii wstąpiło 105.714 ochotników, w tym 52.690 (49,8%) do piechoty, 9.456 (8,9%) do kawalerii i 12.495 (11,8%) do artylerii oraz 9.446 (8,9%) do wojsk technicznych, 11.285 (10,7%) do wojsk wartowniczych, 6.683 (6,4%) do pozostałych formacji (wojsk taborowych, etapowych) i 3.659 (3,5%) w charakterze sił kancelaryjnych.
Do Armii Ochotniczej mogły wstępować osoby w wieku od 17 do 42 lat, w przypadku oficerów do 50 lat. Osoby niepełnoletnie musiały posiadać pisemną zgodę rodziców. Rekruci byli zachęcani do zgłaszania się do Armii z własnym umundurowaniem i wyposażeniem, za który otrzymywali ekwiwalent. Osoby przyjęte do Armii Ochotniczej otrzymywały biało-czerwoną kokardę oraz legitymację.
Powstaniu armii towarzyszyło powstanie Obywatelskiego Komitetu Wykonawczego Obrony Państwa i lokalnych, obywatelskich komitetów obrony państwa. Komitety te były odpowiedzialne za zachęcanie obywateli do wstępowania do armii, opiekowały się rodzinami ochotników oraz prowadziły zbiórki na rzecz Armii Ochotniczej. W ramach promocji wstępowania do Armii Ochotniczej organizowano m.in. Święto Armii Ochotniczej, które odbyło się 18 lipca 1920 roku w Warszawie, a 25 lipca w Łodzi i województwie łódzkim zorganizowano Dzień Armii Ochotniczej.
Niechęć w stosunku wstępowania do Armii Ochotniczej wykazywała młodzież chłopska i robotnicza, w skład Armii Ochotniczej wchodzili jednak przedstawiciele wszystkich grup społecznych i zawodowych. Wśród ochotników dominowały osoby posiadające wykształcenie średnie i podstawowe. W większości do Armii Ochotniczej Zgłaszały się osoby wyznania rzymskokatolickiego, wśród innych wyznań największy odsetek stanowiła młodzież żydowska.
Najwięcej ochotników zgłosiło się do armii w Okręgu Generalnym „Warszawa”, ochotnicy z tego okręgu stanowili 25% wszystkich ochotników. Najmniej ochotników zgłosiło się natomiast w Okręgu Generalnym „Pomorze” i Okręgu Generalnym „Lublin”.

## Okręgowe Inspektoraty Armii Ochotniczej
- Okręgowy Inspektorat Armii Ochotniczej na Okręg Generalny „Warszawa”
  - okręgowy inspektor – płk SG Włodzimierz Zagórski (od 10 VII)[11]
  - okręgowy inspektor – płk Leopold Smorczewski (od 25 VII)[12]
  - zastępca okręgowego inspektora – mjr Stefan Szumański[11]
- Okręgowy Inspektorat Armii Ochotniczej na Okręg Generalny „Lublin”
  - okręgowy inspektor – płk Jasiński[13]
  - zastępca okręgowego inspektora – kpt. art. Apolinary Biernacki[13]
- Okręgowy Inspektorat Armii Ochotniczej na Okręg Generalny „Kielce”
  - okręgowy inspektor – ppłk Radosław Dzierżykraj-Stokalski (15 VII – 12 IX)
  - okręgowy inspektor – płk piech. Kazimierz Chromiński (od 12 IX)
- Okręgowy Inspektorat Armii Ochotniczej na Okręg Generalny „Łódź” – płk piech. Michał Zienkiewicz[14]
- Okręgowy Inspektorat Armii Ochotniczej na Okręg Generalny „Kraków”
  - okręgowy inspektor – płk SG inż. Wacław Marcolla[15]
  - okręgowy inspektor – płk piech. Jakub Bohusz-Szyszko (od 28 VII)[15]
  - zastępca okręgowego inspektora – ppłk Adam Uhma[15]
- Okręgowy Inspektorat Armii Ochotniczej na Okręg Generalny „Lwów” – płk art. Czesław Mączyński[16]
  - dowódca artylerii Małopolskich Oddziałów Armii Ochotniczej – płk art. Marceli Jastrzębiec-Śniadowski[17]
  - dowódca jazdy Małopolskich Oddziałów Armii Ochotniczej – płk kaw. Tadeusz Żołkiewski[17]
- Okręgowy Inspektorat Armii Ochotniczej na Okręg Generalny „Poznań”
  - okręgowy inspektor – ppłk Seyda[18]
  - zastępca okręgowego inspektora – mjr Bohdan Hulewicz[18]
  - adiutant – ppor. Matuszewski
  - referent prasowy – ppor. ochot. Kazimierz Rafał Chłapowski
  - referent prasowy – por. ochot. Malewski
  - lekarz – ppłk lek. Szulc
- Okręgowy Inspektorat Armii Ochotniczej na Okręg Generalny „Pomorze”
  - okręgowy inspektor – kpt. Stefan Biestek (od 14 VII)[19]
  - okręgowy inspektor – płk August Donimirski-Brochwicz (od 21 VII)[19]

## Ochotnicze formacje piechoty

### Dywizja Ochotnicza
22 lipca 1920 Generalny Inspektor Armii Ochotniczej wydał rozkaz o sformowaniu Dywizji Ochotniczej. Na dowódcę dywizji wyznaczony został ppłk Adam Koc.
Do formowania dywizji przystąpiono w sierpniu 1920 w Modlinie. W skład dywizji włączono 101 rezerwowy oraz 201, 202 i 205 ochotnicze pułki piechoty. W listopadzie 1920 dywizja została rozformowana. Pułki ochotnicze zdemobilizowane.
Ten sam los miał spotkać 101 Rezerwowy pułk piechoty, jednak w uznaniu zasług Naczelny Wódz postanowił pozostawić jednostkę na stopie pokojowej. Stan osobowy pułku został uzupełniony żołnierzami z trzech likwidowanych pułków ochotniczych oraz kadrą oficerską byłej Dywizji Syberyjskiej przybyłą z niewoli rosyjskiej. W celu zachowania tradycji pułk został przemianowany na 3 Pułk Syberyjski.

### Pułki piechoty
Ochotnicze pułki piechoty użyte w walkach
- ochotniczy pułk Obrony Warszawy
- 201 pułk piechoty → Dywizja Ochotnicza
- 202 pułk piechoty w Piotrkowie → Dywizja Ochotnicza
- 204 pułk piechoty w Kielcach
- 205 pułk piechoty w Chełmnie → Dywizja Ochotnicza
- 207 pułk piechoty w Zgierzu
- 213 pułk piechoty w Krotoszynie – sformowany z funkcjonariuszy Policji Państwowej, znajdował się w Odwodzie Naczelnego Wodza
- 238 pułk piechoty w Przemyślu
- 240 pułk piechoty we Lwowie

Ochotnicze pułki piechoty przeznaczone na uzupełnienie oddziałów liniowych
- 203 Pułk Strzelecki w Radomiu
- 206 pułk piechoty we Wrześni
- 208 pułk piechoty w Olkuszu
- 209 pułk piechoty w Opatowie
- 210 pułk piechoty w Łowiczu
- 211 pułk piechoty w Sosnowcu
- 212 pułk piechoty w Wadowicach
- 214 pułk piechoty we Włocławku
- 215 pułk piechoty w Nisku
- 216 pułk piechoty w Tarnowie
- 217 pułk piechoty w Rzeszowie
- 218 pułk piechoty w Koninie
- 219 pułk piechoty w Gródku Jagiellońskim
- 220 pułk piechoty w Krakowie
- 221 pułk piechoty w Ostrowie Wielkopolskim
- 222 pułk piechoty w Siedlcach
- 223 pułk piechoty w Wolbromiu
- 224 pułk piechoty w Ostrowcu
- 225 pułk piechoty w Miechowie
- 226 pułk piechoty w Noworadomsku
- 227 pułk piechoty w Częstochowie
- 228 pułk piechoty w Łodzi
- 229 pułk piechoty w Kaliszu
- 230 pułk piechoty w Tomaszowie
- 231 pułk piechoty w Łodzi
- 232 pułk piechoty w Warszawie
- 233 pułk piechoty w Żyrardowie
- 234 pułk piechoty w Białej Podlaskiej
- 235 pułk piechoty w Białej
- 236 pułk piechoty w Warszawie
- 237 pułk piechoty w Kutnie
- 239 pułk piechoty w Jarosławiu
- 245 pułk piechoty w Parczewie
- 246 pułk piechoty w Samorze
- 247 pułk piechoty w Stryju
- 248 pułk piechoty w Jaśle
- 249 pułk piechoty w Lisku
- 250 pułk piechoty w Biedrusku
- 251 pułk piechoty w Nisku
- 252 pułk piechoty w Leżajsku
- 253 pułk piechoty w Radymnie
- 254 pułk piechoty w Drohobyczu
- 255 pułk piechoty w Krotoszynie

## Ochotnicze formacje kawalerii
- 201 pułk szwoleżerów – późniejszy 3 Pułk Szwoleżerów Mazowieckich
- 203 pułk ułanów – w połowie 1921, zatwierdzony jako jednostka stanu pokojowego, otrzymał nazwę 27 pułk ułanów
- 205 pułk ułanów – po krótkiej egzystencji wcielony jako uzupełnienie do macierzystego 5 Pułku Ułanów
- 206 pułk ułanów – sformowany w Będzinie przez Szwadron Zapasowy 6 Pułku Ułanów, w sierpniu 1920 roku rozwiązany i wcielony do 6 Pułku Ułanów
- 208 pułk ułanów – wcielony do marszówek dla uzupełnienia szwadronów marszowych[20]
- 209 pułk ułanów – 8 listopada 1920 na bazie 209 i 212 Pułku Ułanów sformowano 22 pułk ułanów
- 210 pułk ułanów – po krótkiej egzystencji wcielony jako uzupełnienie do macierzystego 10 pułku ułanów
- 21 pułk ułanów
- 212 pułk ułanów – 8 listopada 1920 na bazie 209 i 212 Pułku Ułanów sformowano 22 pułk ułanów
- 213 pułk ułanów – po krótkiej egzystencji wcielony jako uzupełnienie do macierzystego 13 pułku ułanów
- 214 pułk ułanów – w grudniu 1920 przeformowany w 24 pułk ułanów

## Ochotnicze formacje artylerii
- Konna Bateria Krakusów – utworzona w lipcu 1920 roku w Krakowie przy baterii zapasowej 6 pułku artylerii polowej, bateria dowodzona przez por. Tadeusza Dziduszyckiego liczyła 4 oficerów i 170 szeregowców, w tym 3 oficerów i 126 szeregowych ochotników oraz 170 koni[20]; w sierpniu bateria została wcielona do 9 dywizjonu artylerii konnej jako 1. bateria

## Pozostałe formacje
- Ochotniczy Baon Wartowniczy – zorganizowany w lipcu 1920 roku w Krakowie pod dowództwem kpt. Karola Krzetuskiego; batalion liczył 23 oficerów i ponad 1500 ochotników; do października 1920 roku pełnił służbę wartowniczą po czym został zlikwidowany; ochotnicy, którzy nie ukończyli 17 lat zostali zwolnieni, a pozostali wcieleni do 5 baonu wartowniczego[21]
- Ochotniczy Baon Wartowniczy w Kielcach[22]

Harcerskie Oddziały Wartownicze
Ministerstwo Spraw Wojskowych rozporządzeniem Sztab Oddział I Org.–Mob. Nr 9307/Mob. wyraziło zgodę na organizowanie przez Związki Harcerskie specjalnych ochotniczych oddziałów wartowniczych dla ochrony granic i linii kolejowych.
- Harcerski oddział wartowniczy prof. Bronisława Piątkiewicza; 1. kompania licząca 100 harcerzy odeszła 7 września pod dowództwem profesora do Cieszyna, natomiast 2. kompania licząca jednego oficera i 96 harcerzy została skierowana do Oświęcimia celem pełnienia służby wartowniczej i obsadzenia granicy górnośląskiej[20]

## Odznaczenia
Ochotnicy, którzy służyli na froncie dłużej niż 3 miesiące, otrzymywali odznakę honorową pod postacią orła na tarczy Amazonek, na której wytłoczono litery „AO”.
Został ustanowiony Krzyż Małopolskich Oddziałów Armii Ochotniczej, a prezesem jego kapituły był mjr Lesław Węgrzynowski. Zwany też Krzyżem Armii Ochotniczej. Wiosną 1939 odznaczeniem wyróżniono miasto Tarnopol.